# Font d'en Roure
|  | Aquest article tracta sobre font d'en Roure d'Olesa de Montserrat. Vegeu-ne altres significats a «Font del Roure (desambiguació)». |

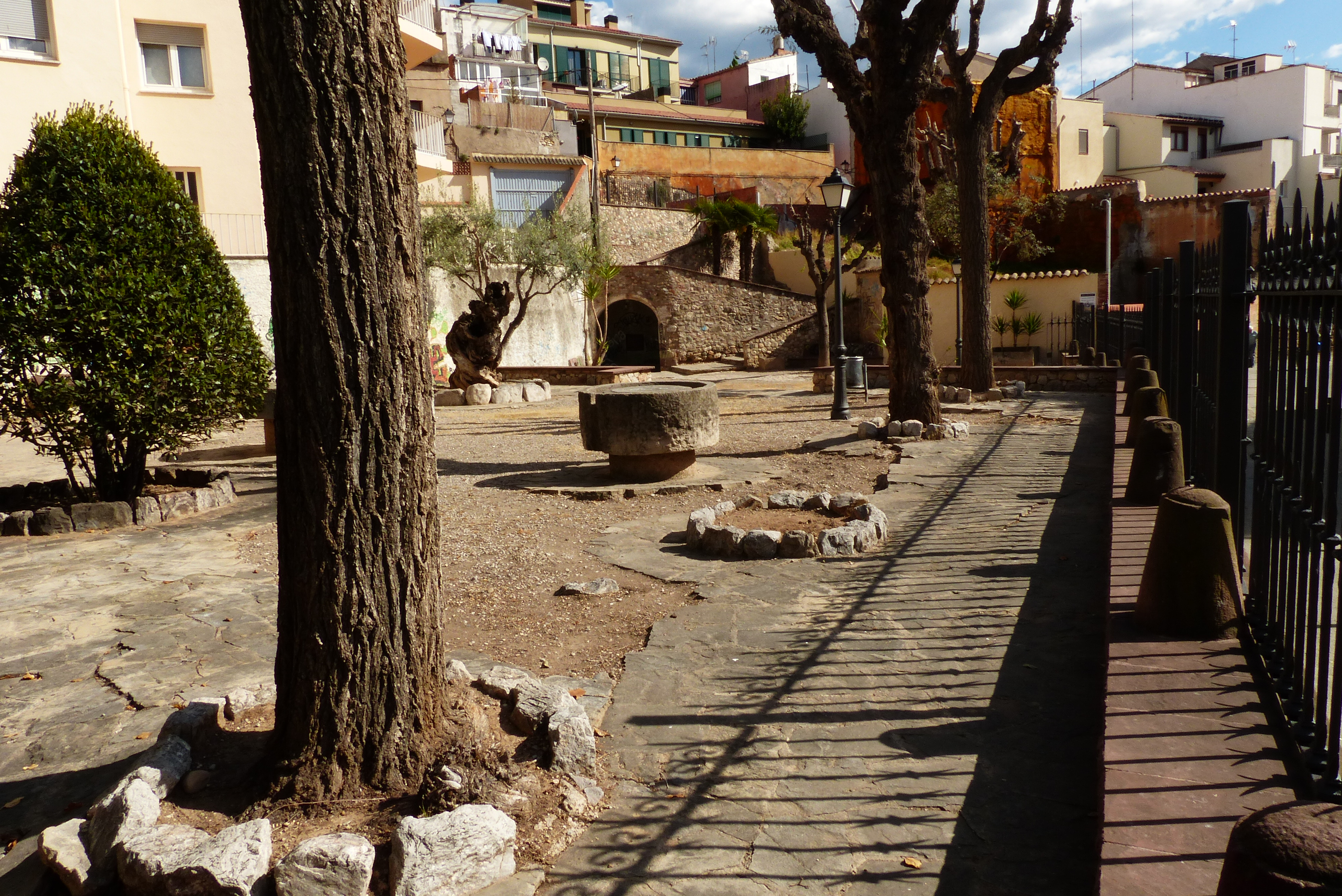
Panoràmica amb sol

La Font d'en Roure està ubicada extramurs del nucli antic de la vila d'Olesa de Montserrat, al costat de la riera de can Llimona, amb quatre canals de sortida per a l'aigua. És una obra inclosa a l'Inventari del Patrimoni Arquitectònic de Catalunya. Actualment urbanitzat al seu entorn, s'hi pot accedir des del carrer de Baix i des de la riera de can Llimona.
La font es troba aixoplugada per una volta de canó feta amb maó i després pintada de blanc. La resta del mur de contenció és de pedres irregulars amb diferents tipus de parament; queda lleugerament enfonsada i per accedir-hi cal baixar uns quants graons. Hi ha quatre canals de sortida d'aigua, damunt dels quals hi ha una finestreta, actualment tapiada, que és un dels accessos a la mina que subministra aigua a la font. L'aigua de la Font d'en Roure arriba canalitzada des de la plaça de les Fonts, on neix.
L'esplanada que hi ha al costat està enjardinada i el seu aspecte actual és fruit d'una remodelació feta a principis dels anys 80. Actualment, el recinte està envoltat d'un tancat.
El nom de la font prové de la família benestant que, durant els segles xvi i xvii, va viure a la casa pairal que hi havia al costat. La família Roure utilitzava l'aigua de la font per fer funcionar els seus molins d'oli i de vi, tot i que altres veïns també hi anaven a buscar aigua. Les moles de trull que hi ha a l'esplanada de la font procedeixen del molí de la família Roure.
El recinte de la Font d'en Roure també ha estat escenari de diversos esdeveniments culturals de la vila d'Olesa, com el Pessebre Vivent. També va ser un dels espais del municipi on es van representar escenes de La Passió quan, després que es cremés el Gran Teatre de La Passió, se'n van interpretar escenes al carrer. A la Font d'en Roure s'hi va representar l'escena de l'Entrada triomfal a Jerusalem.